# Собор Різдва Богородиці (Домниця)
Собор Різдва Богородиці — православний собор та пам'ятка архітектури місцевого значення у Домниці.

## Історія
Рішенням виконкому Чернігівської обласної ради народних депутатів від 26.06.1989 № 130 надано статус «пам'ятник архітектури місцевого значення» з охоронним № 63-Чг/1 під назвою «Собор Різдва Богородиці». Встановлено інформаційну дошку.

## Опис
Входить до комплексу споруд Домницького монастиря і є його головною домінантою. Побудований у період 1800—1806 років на замовлення графа Іллі Безбородка — фундамент закладений у 1800 році, собор освячений у 1806 році — у формах зрілого класицизму. До цього було зведено дерев'яний (тесовий) собор Різдва Богородиці наприкінці XVII століття.
Кам'яний, кубічний, чотиристовпний, дев'ятидольний (дев'ятизрубний) собор. Зі сходу примикає напівкругла апсида. Собор увінчаний напівсферичним куполом на циліндричному світловому барабані, що стоїть четвериком. Спочатку північний, південний та західний входи прикрашали чотириколонні портики тосканського ордера (не збереглися). Фасади прикрашені пілястрами та нішами, завершуються трикутними фронтонами.
Після 1936 року було розібрано купол і портики собору.
У 2011 році собор було передано монастирю. Було проведено ремонтно-реставраційні роботи. Відновлено богослужіння.